# Emin Gün Sirer

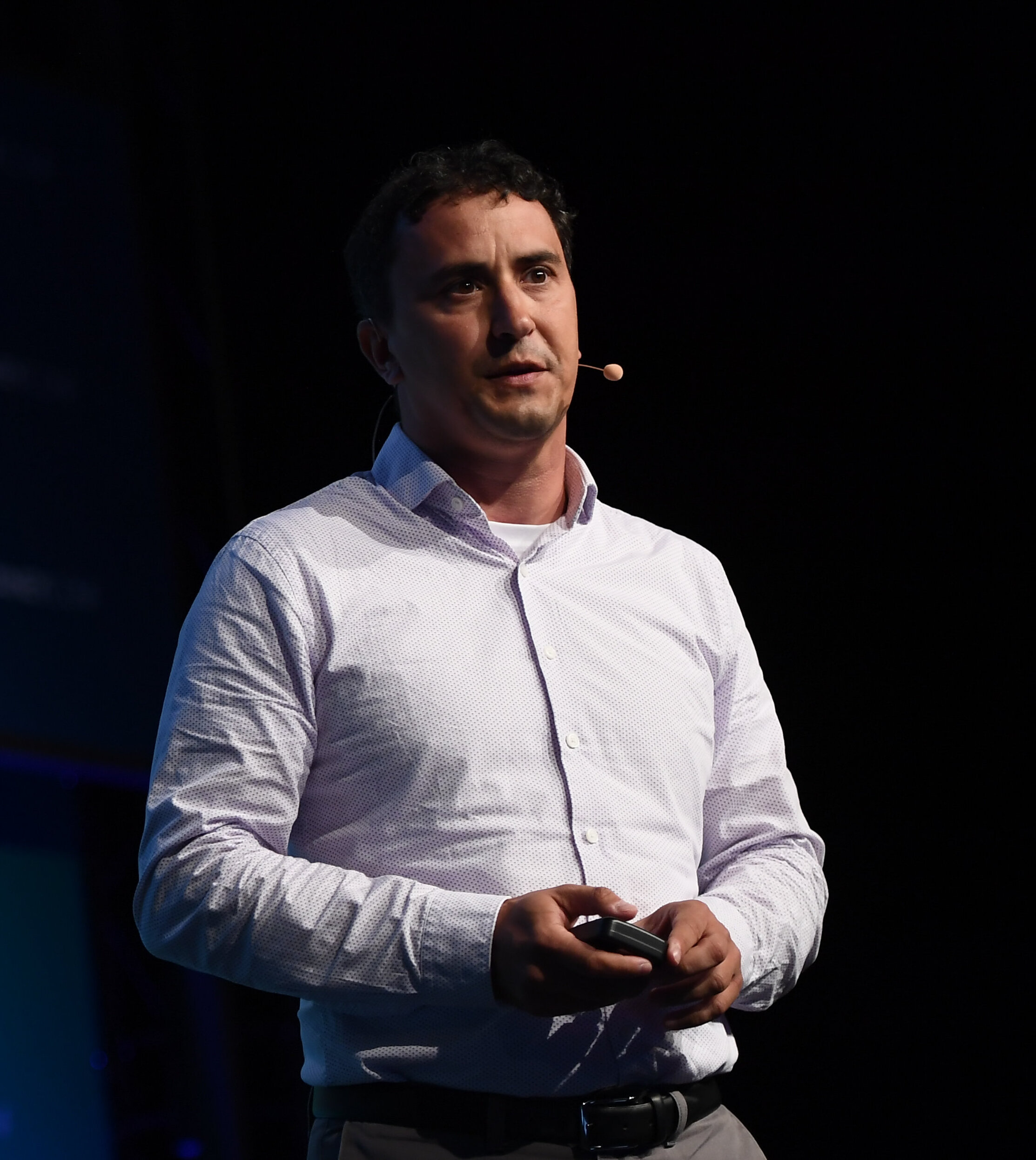
Emin Gün Sirer

Emin Gün Sirer ist ein türkisch-amerikanischer Informatiker. Er ist Professor im Fachbereich Informatik an der Cornell-Universität und Co-Direktor der Initiative für Krytowährungen und Smart Contracts (IC3).
Er ist bekannt für seine Arbeit in Peer-to-Peer-Systemen, Betriebssystemen und Computernetzwerken.

## Ausbildung
Sirer ging am Robert College in Istanbul zur Schule und studierte an der Princeton University.
Er promovierte an der University of Washington bis 2002 unter der Betreuung von Brian N. Bershad. Seine Dissertation beschäftigte sich mit sicheren und effizienten virtuellen Maschinen („Secure, efficient and manageable virtual machine systems“).

## Karriere
Bevor er Professor an der Cornell-Universität wurde, arbeitete Sirer bei AT&T Bell Labs an Plan 9, bei DEC Systems Research Center, und bei NEC.
Sirer ist am besten bekannt für seine Arbeit an Betriebssystemen und verteilten Systemen.
Er entwickelte das SPIN-Betriebssystem,
das erlaubt, die Implementation und die Schnittstellen eines Betriebssystems während der Laufzeit zu verändern.
Er leitete zudem das Nexus-OS-Projekt und entwickelte HyperDex, eine Schlüssel-Werte-Datenbank.
Im Jahr 2003 veröfflichte er ein akademisches Papier über Karma, eine der ersten Kryptowährungen.
Seit circa 2013 betreibt Sirer Forschung im Bereich Blockchain.
Er ist Mitgründer der Initiative für Kryptowährungen und Smart Contracts (IC3). Seit 2019 ist er zudem in Ava Labs, einem Blockchain-Startup aktiv das die Avalanche Blockchain entwickelt hat. Kritik an Ava Labs kommt vom Whistleblower „Crypto Leaks“ die Ava Labs geheime Absprachen mit Anwaltskanzlei Roche Freedman vorwerfen, um Konkurrenten von Avalanche zu destabilisieren.